# Ruelle-sur-Touvre
Ruelle-sur-Touvre è un comune francese di 7 696 abitanti situato nel dipartimento della Charente, nella regione della Nuova Aquitania.

## Storia

### Simboli
Lo stemma del Comune si blasona:
Lo stemma fa riferimento alla Fonderie de Ruelle, creata nel 1753 presso il fiume Touvre, nell'attuale territorio del Comune, per la produzione dei cannoni della Marine royale.

## Società

### Evoluzione demografica
Abitanti censiti

## Amministrazione

### Gemellaggi
- Amstetten